# Hiji-kawa
Le fleuve Hiji (肱川, Hiji-kawa) est un fleuve dans la préfecture de Ehime, dans l'île de Shikoku, au Japon.  

## Géographie
Longue de 103 km elle est la rivière la plus longue de la préfecture d'Ehime et la cinquième dans l'île de Shikoku (après les rivières Shimanto, Yoshino, Naka et Niyodo).  